# فرچه اصلاح

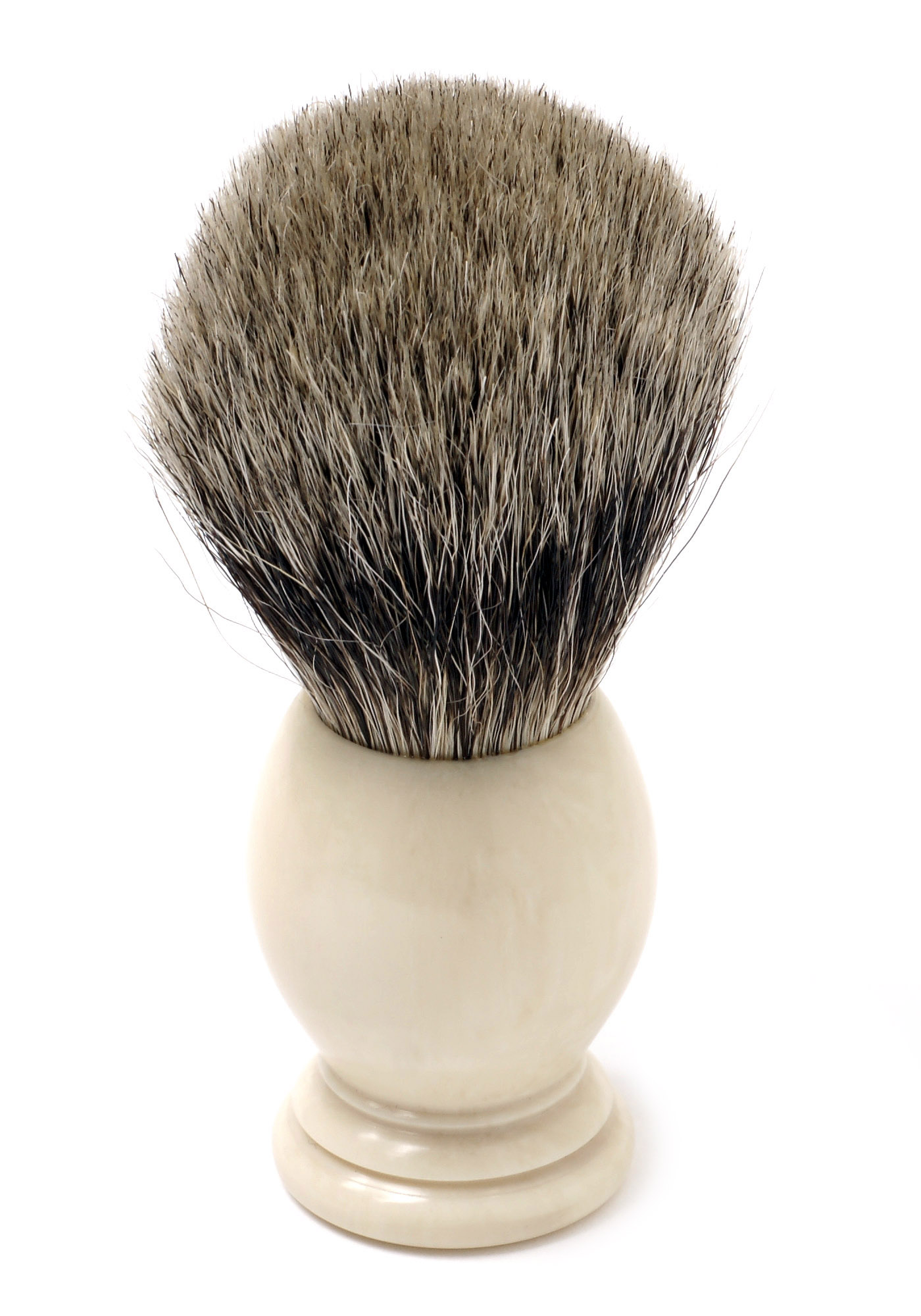
یک فرچه با طرح سنتی

فِرچهٔ اصلاح ابزاری از موی اسب و مانند آن است که شبیه یک جاروی کوچک است و برای سهولت اصلاح صورت یا موی سر، روی آن خمیر اصلاح می‌ریزند یا در ظرف حاوی کف اصلاح فرو می‌برند و به ریش و مو می‌مالند.